# Петрик Анастасія Ігорівна
Анастасі́я ́Ігорівна Пе́трик (Настя Петрик; нар. 4 травня 2002, Нерубайське, Одеська область) — українська співачка, переможниця міжнародних дитячих конкурсів «Дитяче Євробачення 2012» і «Дитяча Нова хвиля 2010». Молодша сестра співачки Вікторії Петрик.

## Біографія
Народилась 4 травня 2002 року в селі Нерубайське Одеської області. Брала участь разом зі старшою сестрою Вікторією у телевізійному шоу «Україна має талант-2», на якому дівчата увійшли до числа 50 найкращих талантів країни. Успішно виступала на дитячих музичних конкурсах «Молода Галичина 2009» (1-а премія) і «Чорноморські ігри 2009» (2-а премія).
У віці 8-ми років отримала перемогу у молодшій групі і приз глядацьких симпатій на пісенному конкурсі «Дитяча Нова хвиля», який проходив в Артеку в серпні 2010 року. У фіналі конкурсу виконувала пісні «I Love Rock'N'Roll» і «Oh! Darling». Сестра Вікторія на цьому ж конкурсі перемогла у старшій віковій групі.
Наступного року брала участь у «Дитячій Новій хвилі» як почесний гість, виконавши в дуеті з Філіпом Кіркоровим на сцені пісню Ірини Білик «Сніг». На рахунку юної співачки дуети з іншими відомими артистами — зокрема з Ніною Матвієнко вона виконувала пісню «Скрипаль осінній». З Настею співпрацюють кінематографісти — наразі вона знімається у художньому фільмі «Пташинка».
8 червня 2012 року за результатами національного відбору Настя Петрик отримала право представляти Україну на міжнародному конкурсі «Дитяче Євробачення 2012». У фіналі конкурсу, який відбувся 1 грудня в Амстердамі, виконувала пісню «Небо», написану у стилі дабстеп. За результатами голосування зайняла 1-е місце (12 країн-учасниць оцінили пісню «Небо» у 138 балів).
Настя вирізняється не по-дитячому дорослим джазовим вокалом. На думку співачки Ані Лорак: «Ця маленька дівчинка співає як Елла Фіцджеральд».

## Дискографія

### Пісні
| Рік  | Назва                                        |
| ---- | -------------------------------------------- |
| 2010 | «Oh! Darling»                                |
| 2010 | «I Love Rock 'n' Roll»                       |
| 2011 | «When You Believe» (дует з Вікторією Петрик) |
| 2012 | «Небо»                                       |
| 2013 | «Перемога»                                   |
| 2013 | «Number One (Winner)»                        |
| 2015 | «I Love Rock 'n' Roll»                       |
| 2015 | «Музика»                                     |
| 2015 | «Mamma Knows Best»                           |

### Нагороди
- 2009 — «Молода Галичина» — 1-ша премія.
- 2009 — «Чорноморські ігри» — 2-га премія.
- 2010 — «Дитяча Нова хвиля» — 1-ше місце.
- 2012 — «Дитяче Євробачення» — 1-ше місце.
- 2015 — «Абсолютний Фаворит Успіху» в номінації «Молодий талант року».[7]

## Відео
- «Небо», виступ у фіналі «Дитячого Євробачення 2012» в Амстердамі (YouTube)
- «Скрипаль осінній», дует з Ніною Матвієнко (YouTube)
- «Mercy», дует з Ханною ван Вінгерден на телешоу «Голос країни» (YouTube)
- «Oh! Darling», виступ у фіналі «Дитячої Нової хвилі 2010» (YouTube)
- «I Love Rock'N'Roll», виступ у фіналі «Дитячої Нової хвилі 2010» (YouTube)
- «Черный кот», сестри Петрик на телешоу «Україна має талант-2» (YouTube)